# Рикардо Монтоливо
Рикардо Монтоливо (рођен 18. јануара 1985. у Милану) бивши је италијански фудбалер који је играо на позицији везног играча, као и за репрезентацију Италије.
Монтоливо је каријеру почео у Аталанти 2003, да би 2005. прешао у Фиорентину. За Фиорентину је наступао на преко 250 утакмица за седам година колико је провео у клубу. Маја 2012. прелази у Милан као слободан играч, а после одласка Масима Амброзинија постао је капитен клуба.
За репрезентацију Италије дебитовао је 2007, на мечу против Јужне Африке. Представљао је репрезентацију на два Купа Конфедерација, Светском првенству 2010. и Европском првенству 2012. Такође је наступао и на Олимпијским играма 2008.

## Трофеји
Милан
- Суперкуп Италије (1) : 2016.